# Miracolo a Milano
Miracolo a Milano è un film fantastico del 1951 scritto da Cesare Zavattini, con regia e produzione di Vittorio De Sica.
Il film si sviluppa come una specie di fiaba e ha per protagonista un ragazzo orfano che sogna un mondo dove «buongiorno voglia davvero dire buongiorno».
La scena in piazza della Scala a Milano fu girata la sera del 4 marzo 1950.

## Trama
Lolotta, un'anziana donna, sta innaffiando il suo orto nella periferia milanese, quando tra gli ortaggi sente il pianto di un neonato. Trova un bambino abbandonato sotto un cavolo cappuccio e lo porta in casa per accudirlo: la donna decide quindi di chiamarlo Totò.
Passano gli anni, Lolotta si ammala e muore. Dopo il suo funerale, Totò viene portato all'orfanotrofio da dove esce dopo aver compiuto la maggiore età.
Girando per la città in cerca di un lavoro, Totò viene derubato della valigia. Accortosi della cosa, Totò insegue il ladro fino a fermarlo e, dopo una spiegazione del gesto, i due diventano amici. L'uomo, che si chiama Alfredo, invita Totò a seguirlo a casa sua.
La casa di Alfredo in realtà è solo un riparo di fortuna realizzato con vecchi lamierati, in una baraccopoli di periferia. Nei mesi successivi Totò, con l'aiuto dei vari occupanti della zona, costruisce un piccolo villaggio di baracche, dove trovano abitazione coloro che hanno perso tutto durante la guerra. Tra questi personaggi Totò incontra una famiglia di nobile apparenza, accompagnata dalla domestica Edvige. Totò si infatua subito della ragazza, che a sua volta ricambia con vivo interesse.

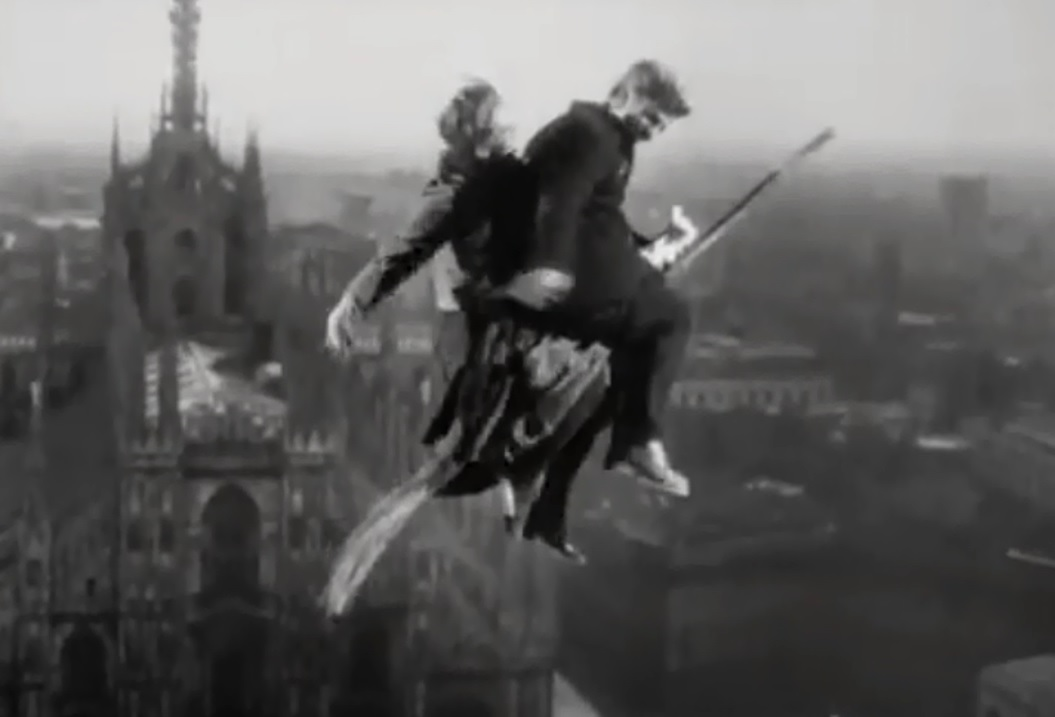
Brunella Bovo e Francesco Golisano nella celeberrima sequenza finale del film, alla quale si è poi ispirato Spielberg per il suo capolavoro E.T.

Nel frattempo alla baraccopoli giungono alcune macchine di lusso, dalle quali scendono il vecchio proprietario del terreno, il signor Brambi, e il nuovo proprietario, un certo Mobbi.
In occasione della festa inaugurale della baraccopoli si scopre che nel terreno sottostante c'è il petrolio. Rappi, uno dei baraccati, va dal signor Mobbi con una tanica piena del prezioso liquido.
Mobbi accorre subito alla baraccopoli accompagnato da un piccolo esercito con la ferma intenzione di scacciarne gli occupanti. Nella baraonda e nella nebbia dei lacrimogeni, Totò si inerpica sul palo della cuccagna. In quel mentre sente una voce che lo chiama, e, guardando in alto, intravede la figura di Lolotta sotto forma di angelo. La donna, salutandolo, gli consegna una colomba magica, in grado di realizzare tutti i suoi desideri.

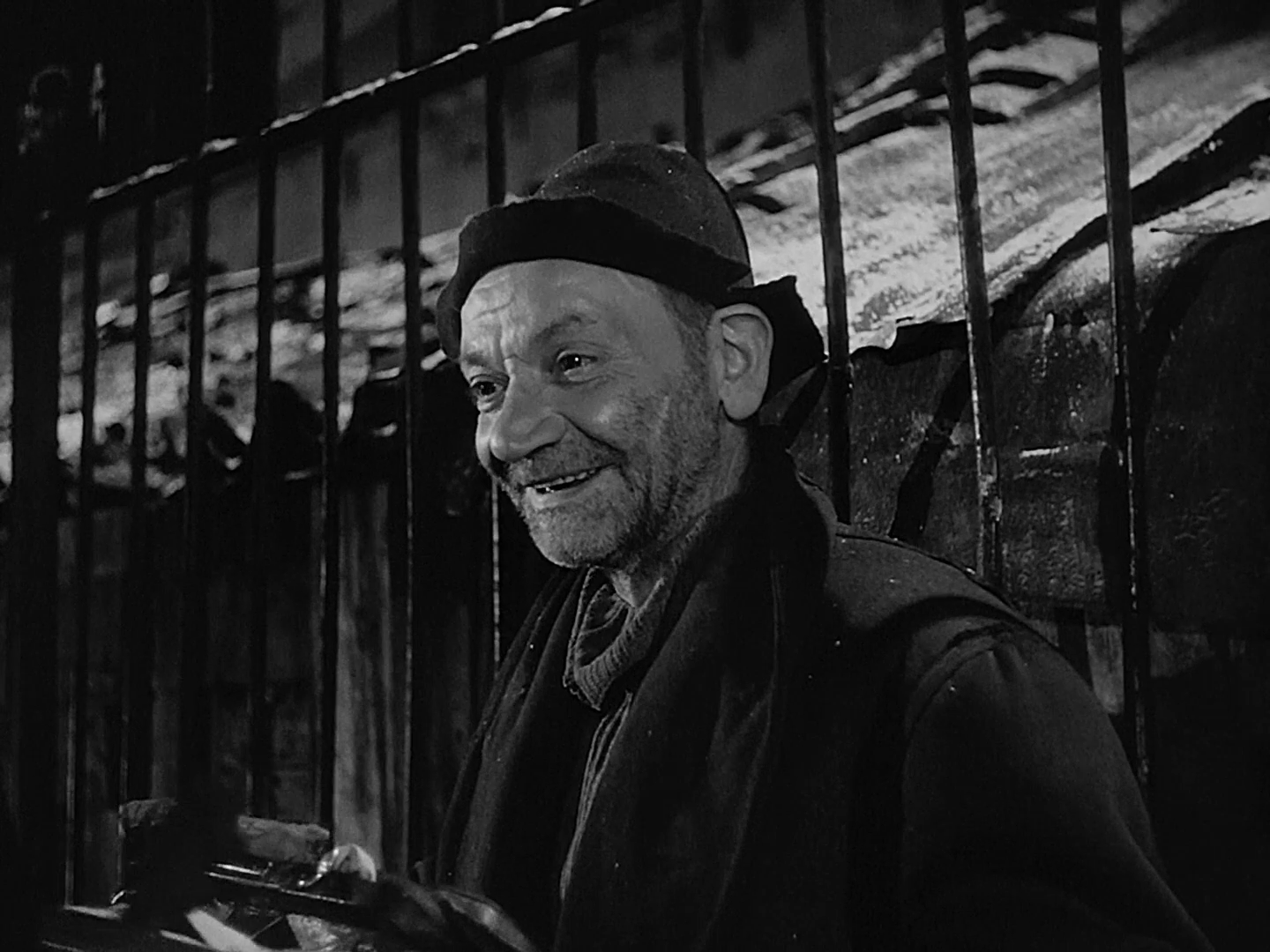
Uno dei protagonisti Arturo Bragaglia in una scena del film

Con l'aiuto della colomba Totò riesce ad avere la meglio sugli uomini di Mobbi, realizzando anche molteplici desideri dei vari abitanti, ma all'alba di un nuovo giorno, Mobbi ritorna in forze all'accampamento. Nel frattempo gli angeli sono riusciti a riprendersi la colomba, impedendo così a Totò di usufruirne per difendere i suoi amici dal nuovo assalto. Mobbi ne approfitta per caricare tutti gli occupanti su dei carri trainati da cavalli, conducendoli fino in piazza del Duomo.
Durante il tragitto Lolotta riesce a riconsegnare la colomba nelle mani di Totò, che riesce così a liberare tutti i suoi amici, per poi volare insieme ad essi, a cavallo delle scope rubate ai netturbini, verso un luogo dove «buongiorno voglia davvero dire buongiorno».

## Produzione

### Sviluppo
Tratto dal romanzo Totò il buono di Cesare Zavattini, Miracolo a Milano nasce dalla lunga collaborazione tra Zavattini e De Sica, a cui si debbono altri film del periodo neorealista come Umberto D., Sciuscià e Ladri di biciclette. Il romanzo, edito da Bompiani nel 1943, dopo essere uscito a puntate sul settimanale Tempo, era lo sviluppo di un soggetto di tre pagine, scritto a quattro mani da Zavattini e Totò nel 1940.

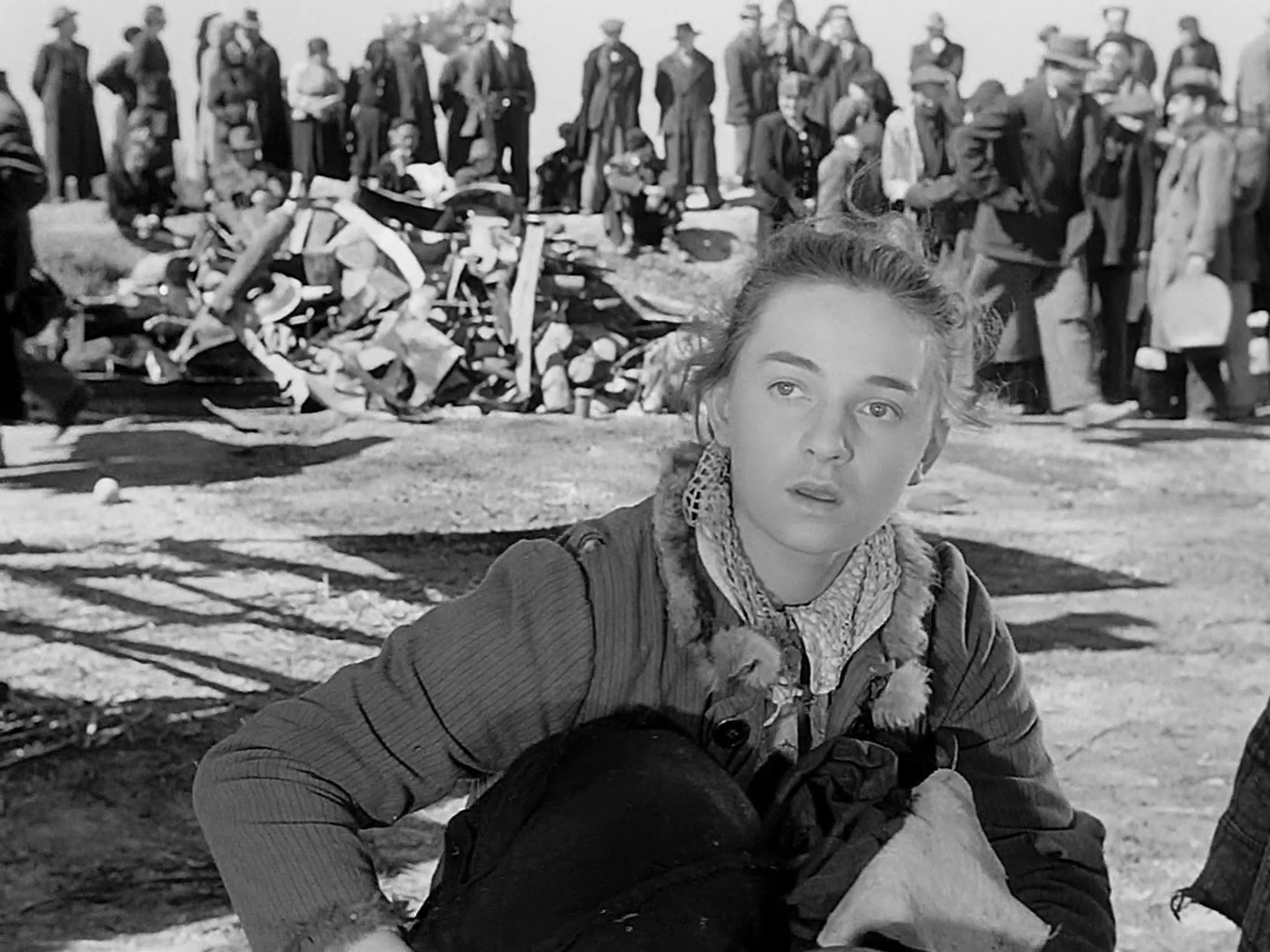
Brunella Bovo in una scena del film

Il titolo di lavorazione del film era I poveri disturbano, titolo che fu cambiato in seguito alle pressioni dei produttori e di alcuni politici che vedevano il neorealismo come un cattivo biglietto da visita per l'Italia all'estero.
Soprattutto a causa degli effetti speciali, affidati a tecnici americani (in particolare il noto volo finale sulle scope e le immagini in trasparenza dello spirito della madre e degli angeli), il budget finale salì a circa 180 milioni di lire, il triplo di quant'era costato Ladri di biciclette, con un indebitamento che avrebbe assillato il regista-produttore per diversi anni.

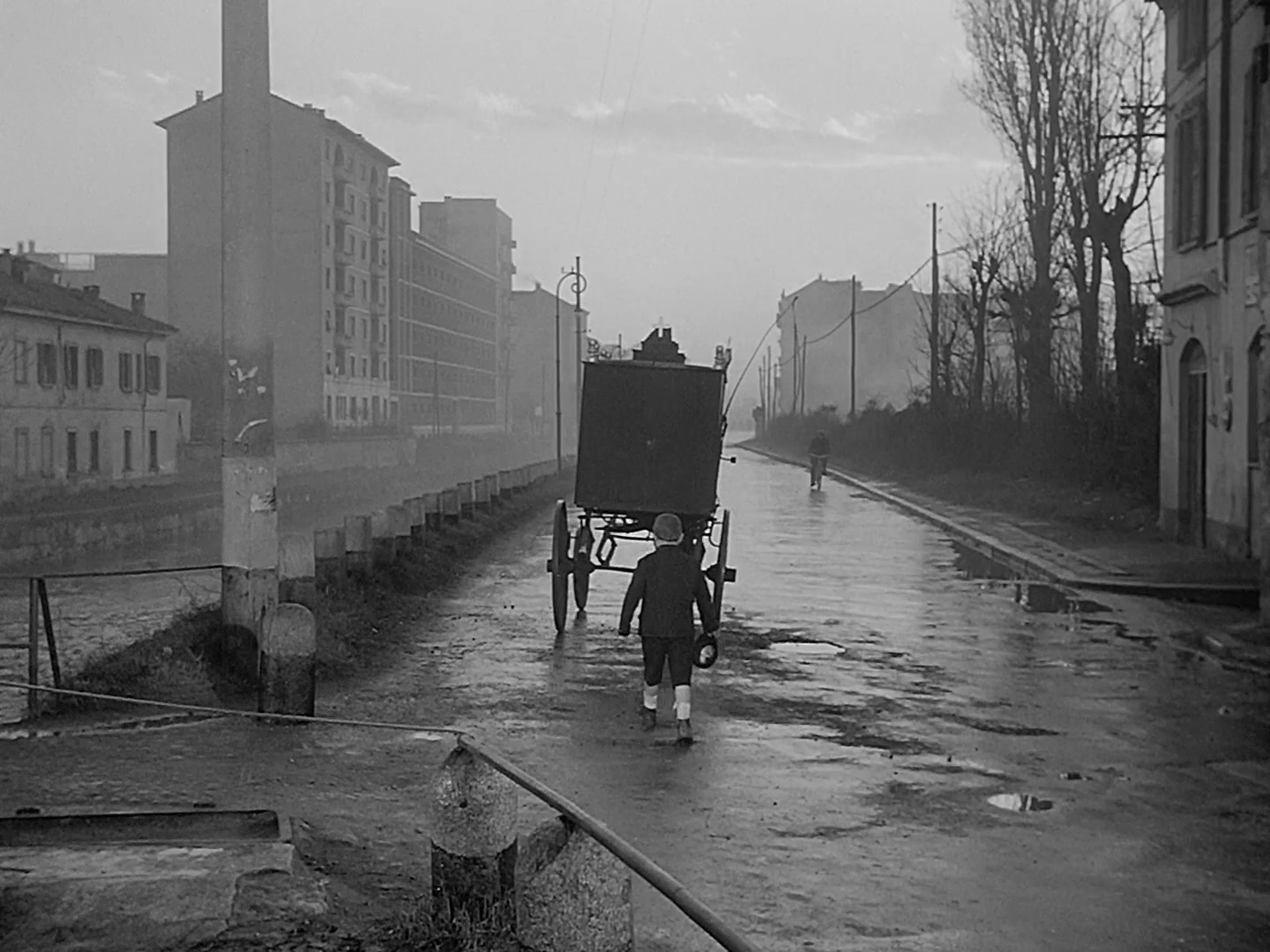
Una scena del film, segnata, come poche altre, dalla malinconia

### Riprese
Il film venne girato a Milano, in prossimità della stazione di Lambrate. Le riprese furono effettuate tra il febbraio e il giugno del 1950.
La scena in piazza della Scala a Milano fu girata la sera del 4 marzo 1950.

## Accoglienza

### Critica
Già da quando uscì nelle sale, Miracolo a Milano venne accolto in modo negativo sia da progressisti che da conservatori: infatti i primi lo giudicarono troppo evangelico e consolatorio; gli altri invece lo giudicarono un film eversivo e "d'ispirazione comunista". Probabilmente quello che non piaceva a nessuno era la scelta di avere come protagonisti di un film dei barboni inoperosi e che fanno festa.
Benché De Sica ne abbia rivendicato la coerenza rispetto alle opere immediatamente precedenti, parte della critica ha individuato nel film il prevalere dell'impronta zavattiniana; di qui il gusto per le contrapposizioni forti - in particolare tra poveri e ricchi - le influenze surrealiste, il distacco dal neorealismo a favore di un realismo fantastico, con evidenti "riferimenti al cinema muto, al burlesque, alla pantomima, al circo, al fumetto e al disegno animato".
Gabriel García Márquez rivelò, in un'intervista, che al cinema non sapeva proprio negarsi perché era stato il neorealismo di Miracolo a Milano ad ispirare il suo modo di far letteratura, di dar vita al "realismo magico" o "fantastico", che avrebbe reso mitico il suo mondo, e caratterizzato la sua scrittura e quella di un'intera generazione. Furono le immagini del neorealismo italiano a dar vita al mondo magico di Cent'anni di solitudine.

## Riconoscimenti
- 1951 - Festival di Cannes
  - Grand Prix du Festival[9]

Il film è stato poi selezionato tra i 100 film italiani da salvare.

## Opera lirica
Nei giorni 6 e 8 novembre 2007, nel Teatro Municipale Valli di Reggio Emilia è stata messa in scena, in prima assoluta, l'opera lirica Miracolo a Milano, liberamente tratto da Miracolo a Milano e da Totò il Buono, con musiche di Giorgio Battistelli, commissionata per le celebrazioni dei 150 anni del teatro.

## Influenza culturale
La scena finale, come riferito da Giancarlo Giannini, ha ispirato a Steven Spielberg la scena dei ragazzini su biciclette volanti nel film E.T. l'extra-terrestre.
L'ultima scena del film è citata anche nel finale del video della canzone di Caparezza Ti fa stare bene.